# Мехендигандж
Мехендигандж (бенг. মেহেন্দিগঞ্জ, англ. Mehendiganj) — город на юге Бангладеш, административный центр одноимённого подокруга. Площадь города равна 15,62 км². По данным переписи 2001 года, в городе проживало 28 999 человек, из которых мужчины составляли 50,12 %, женщины — соответственно 49,88 %. Уровень грамотности населения составлял 43,8 % (при среднем по Бангладеш показателе 43,1 %). 